# Belagerung von Berwick (1296)
Schlachten des Ersten Schottischen Unabhängigkeitskrieges

Berwick – Dunbar – Stirling Bridge – Falkirk – Roslin – Stirling Castle – Methven – Dalry – Glen Trool – Loudoun Hill – Inverurie – Brander – Perth – Bannockburn – Berwick – Berwick – Myton – Byland – Weardale
Schlachten des Zweiten Schottischen Unabhängigkeitskrieges

Kinghorn – Dupplin Moor – Annan – Berwick – Halidon Hill – Boroughmuir – Culblean – Neville’s Cross
Die Belagerung von Berwick am 30. März 1296 war die erste bedeutende Schlacht des Ersten Schottischen Unabhängigkeitskrieges. Sie fand zwischen den Königreichen England und Schottland in Berwick-upon-Tweed im heutigen Nordostengland statt.

## Vorgeschichte
Nachdem Schottland ein Bündnis mit dem mit England verfeindeten Frankreich geschlossen hatte, führte der englische König Eduard I. eine Armee nach Norden. Am 30. März 1295 erreichte der König mit seinem Heer Berwick. Die Stadt gehörte zu dieser Zeit zu Schottland und war die größte und bedeutendste schottische Stadt. Während Berwick Castle von einer Besatzung unter Sir William „the Hardy“ of Douglas verteidigt wurde, war die Stadt mit einem Graben und einer hölzernen Palisade nur leicht befestigt.

## Verlauf der Eroberung
Vor dem ersten Angriff auf die Stadt schlug der englische König einige junge Männer zu Rittern. Die englischen Schiffe, die das Heer begleiteten, hielten die Zeremonie für das Signal zum Angriff und segelten in den Hafen von Berwick. Das erste Schiff lief auf Grund und wurde von den Schotten in Brand gesteckt. Auch zwei nachfolgende Schiffe fingen Feuer, doch die Besatzungen dieser Schiffe konnten sich in Booten retten. Die anderen englischen Schiffe zogen sich daraufhin zurück. Als Eduard I. die brennenden Schiffe sah, gab er das Signal zum Angriff. Die hölzerne Palisade wurde von den englischen Rittern rasch überwunden, während die von dem plötzlichen Angriff überraschten Schotten keinen ernsthaften Widerstand leisteten. Da im Herbst 1295 in Berwick mehrere englische Händler ermordet worden waren und die Bewohner der Stadt zuvor den König verhöhnt hatten, gab der König den Befehl, keine Schotten zu verschonen. Die englischen Soldaten richteten in der Stadt ein Blutbad an. Frauen wurde zwar erlaubt, die Stadt zu verlassen, doch die Männer wurden niedergemacht. Etwa dreißig flämische Kaufleute verteidigten erbittert ihre Red Hall genannte Niederlassung. Die Niederlassung ging in Flammen auf, und alle Flamen starben in den Flammen oder wurden erschlagen. Erst als mehrere Geistliche den König baten, das Gemetzel zu stoppen, gab Eduard I. den Befehl, die Überlebenden zu schonen. Nach den Angaben der Chronisten wurden zwischen 7000 und 25.000 Einwohner getötet, wobei diese Zahlen sicherlich übertrieben sind. Die Besatzung der Burg ergab sich wenig später den Engländern und wurde dagegen ritterlich behandelt. Ihr wurde freier Abzug gewährt, nur der Kommandant Douglas musste bis zum Ende des Feldzuges dem König folgen. Die Schlacht bei Dunbar am 27. April 1296 zerschmetterte weiteren schottischen Widerstand.

## Folgen
Eduard I. ließ die Stadt wieder aufbauen und von Engländern besiedeln. Sie wurde zum Verwaltungsmittelpunkt der von England besetzten schottischen Gebiete. Erst im April 1318 konnten die Schotten die Stadt zurückerobern.